# Wippolder (Delft)
Wippolder is een wijk in Delft, in de Nederlandse provincie Zuid-Holland. Globaal bestaat de helft van de wijk uit woonhuizen, waarvan het deel zuidelijk van de Emmalaan hoofdzakelijk gebouwd in de jaren 50 en 60 van de 20e eeuw. De woonhuizen noordelijk van de Emmalaan zijn uit de jaren 20 en 30. Tijdens de slag om Vliegveld Ypenburg is de wijk gebombardeerd. De andere helft van de Wippolder bestaat uit gebouwen van de TU Delft, die zich vrijwel geheel in de Wippolder bevindt. Uitgedrukt in stadswijken, wordt de wijk in het noorden begrensd door het centrum en Vrijenban, grenst het in het westen aan de wijk Schieweg en ligt Ruiven ten zuiden van de wijk. In het oosten bevindt zich de dorpskern Delfgauw.
Op 1 januari 2004 woonden er 9489 mensen verdeeld over 5475 huishoudens in de Wippolder. Sinds 2013 is het inwoneraantal met 15% gestegen. Op 1 januari 2021 woonden er 12825 mensen verdeeld over 8300 huishoudens.

## Begraafplaats
Begraafplaats Jaffa ligt in deze wijk.

## Kerk
De Vredeskerk of Sacramentskerk (voluit: Kerk van het Allerheiligst Sacrament) is een katholieke kerk in de Wippolder.

## Monumenten
De wijk TU-Noord heeft vele monumentale TH-gebouwen en is ook onderdeel van Wippolder. Een deel hiervan is beschermd stadsgezicht.

## Straatnamen
De wippolder wordt aan de noord- en westkant begrensd door de Delftsche Schie. Ten noorden bevindt zich de Oostpoortweg, aan de oostkant ligt de A13, en ten zuiden van de wijk bevindt zich de Kruithuisweg. De straten in de wijk zijn veelal vernoemd naar technici en professoren, maar ook is er een deel in de wijk vernoemd naar onder meer zeehelden en het koninklijk huis.
Let op: De links die horen bij de onderstaande straatnamen, verwijzen niet naar de straat zelf, maar naar de persoon of het gegeven waar de straat naar vernoemd is.

### Straatnamen in de TU-wijk
Rotterdamseweg - Balthasar van der Polweg - Mekelweg - Prins Bernhardlaan - Julianalaan - Jaffalaan - Landbergstraat - Leeghwaterstraat - Cornelis Drebbelweg - Korvezeestraat - Feldmannweg - Berlageweg - Van den Broekweg - Van den Burghweg - Van Mourik Broekmanweg - Pieter Calandweg - N.C.Kistweg - Stevinweg - Keverling Buismanweg - Stieltjesweg - Lorentzweg - Van der Waalsweg - Prometheusplein - Christiaan Huygensweg - Mijnbouwplein - Mijnbouwstraat - De Vries van Heijstplantsoen - Zuidplantsoen - Muyskenlaan - Botaniestraat

### Straatnamen tussen de Schie en de Julianalaan
Van Barenstraat - Lausbergstraat - Machteld van Meterenlaan - Abtswoudsepad - Rotterdamseweg - Elizabeth van Zuilenlaan - Koningsveld - Aleid van Malsenlaan - Agatha van Leidenlaan - Herenpad - Scheepmakerij - Hertog Govertkade - Kanaalweg - Anthracietplaats - Diamantpad - Mijnbouwstraat - Van Speijkstraat - Maerten Trompstraat - Cornelis Trompstraat - Piet Heinstraat - Michiel de Ruyterweg - Bauxietpad

### Straatnamen tussen Schoemakerstraat en A13

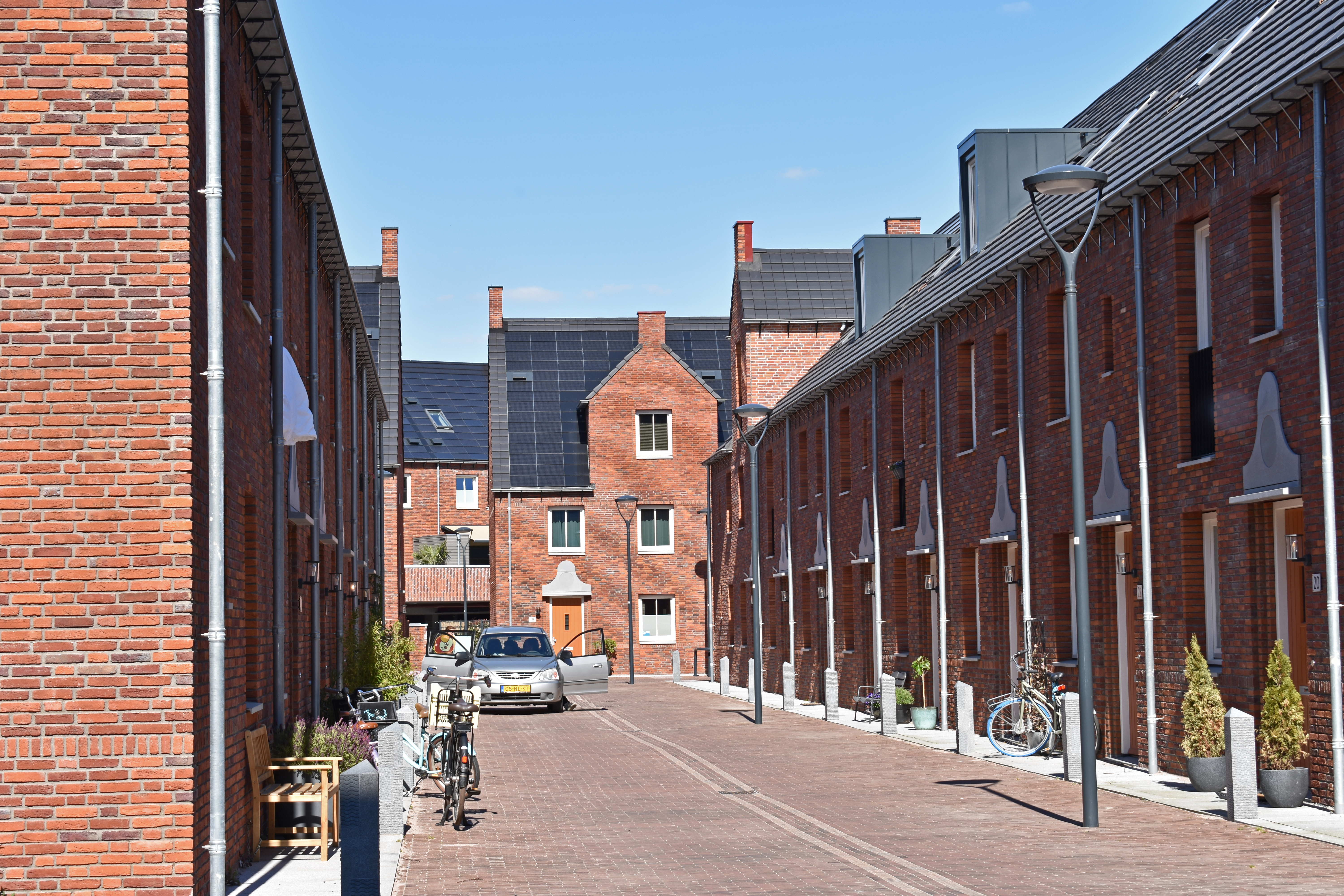
Luxemburghof

Schoemakerstraat - Anna van Saksenweg - Oostplein - Poortweg - Delfgauwse Park - Delfgauwseweg - Lipkensstraat - Willem de Zwijgerstraat - Prins Mauritsstraat - Simonsstraat - Frederik Hendrikstraat - Johan Willem Frisostraat - Frisoplein - Van Oldenbarneveldstraat - Wippolderstraat - Spiekmanstraat - Van Stolbergstraat - Theresiastraat - Dillenburgstraat - Poortlandplein - Nassaulaan - Nassauplein - Charlotte de Bourbonstraat - Amalia van Solmslaan - De Colignystraat - Professor Bosschastraat - Sint Aldegondestraat - Cohen Stuartstraat - Professor Krausstraat - Keurenaerstraat - Kloosterkade - Koningin Emmalaan - Professor Oudemansstraat - Jan de Oudeweg - Hendrik Casimirstraat - Ernst Casimirstraat - Professor Henketstraat - Professor Burgershof - Professor Evertslaan - Professor Hogewerfflaan - Professor Telderslaan - Bakemastraat - De Booijstraat - Van Tijenstraat - Kersbergentraat - Wissingstraat - Van Embdenstraat - Luxemburghof - Informaticalaan - Computerlaan - Delftechpark - Elektronicaweg
Stad: Delft     Buurtschappen: Abtswoude · Klein-Delfgauw

Wijken en Buurten: Buitenhof · Centrum · Delftse Hout · Hof van Delft · Ruiven · Schieweg · Tanthof · Voordijkshoorn · Voorhof · Vrijenban · Wippolder

Bedrijventerreinen: Delftechpark · Technopolis

Zuid-Holland: Steden en dorpen    Nederland: Provincies · Gemeenten